# Calciumcyaanamide
Calciumcyaanamide (CaCN2) is een verbinding van calcium die onder meer gebruikt wordt als meststof. Ze staat daarom ook bekend als kalkstikstof.

## Synthese
De reactie van calciumcarbide met stikstofgas bij hoge temperatuur (1000°C) levert calciumcyaanamide op:
{\displaystyle {\ce {CaC2 + N2 -> CaCN2 + C}}}
Het procedé werd aan het einde van de 19e eeuw in Duitsland ontwikkeld door Adolph Frank en Nikodem Caro en is nog steeds in gebruik.

## Toepassingen
In het oorspronkelijke Frank-Caroproces werd het calciumcyaanamide gebruikt om ammoniak te produceren door het te laten reageren met stoom. Daarbij wordt ook calciumcarbonaat gevormd:
{\displaystyle {\ce {CaCN2 + 3H2O -> 2NH3 + CaCO3}}}
Deze productiemethode voor ammoniak werd na de Eerste Wereldoorlog vervangen door het Haber-Boschproces.
Calciumcyaanamide wordt gebruikt als meststof; door de cyaanamide die vrijkomt tijdens de omzetting in de bodem tot stikstofverbindingen die door de planten kunnen opgenomen worden, heeft het ook een werking als herbicide en bodeminsecticide. Deze toepassing heeft aan belang ingeboet door de beschikbaarheid van andere meststoffen.
Commerciële kalkstikstof bestaat voor ongeveer 65% uit calciumcyaanamide en bevat verder nog o.a. koolstof, calciumoxide, ijzer en aluminium. De kleur is daardoor grijs tot zwart (zuiver calciumcyaanamide is wit).
De voornaamste toepassing tegenwoordig is in de synthese van andere stoffen, dankzij de reactiviteit van de nitrilgroep. Calciumcyaanamide wordt gebruikt voor de synthese van cyaanamide. Het kan gedimeriseerd worden tot dicyaandiamide, een tussenproduct voor melamine. Ook ureum, thio-ureum, guanidine en ferrocyanides kunnen met calciumcyaanamide gemaakt worden.

## Eigenschappen
Calciumcyaanamide ontleedt in water, waarbij het giftige cyaanamide vrijkomt.
De stof is sterk irriterend voor de ogen en de luchtwegen.